# کشف دستبرد علمی
کشف دستبرد علمی به مجموعه راهکارهایی گفته می‌شود که استفاده از آنها به کشف دستبرد فکری یا دستبرد علمی منجر می‌شود. افزایش تعداد کنفرانس‌های علمی و همچنین پیشرفت روزافزون اینترنت و گسترش مقالات برخط دستبردهای علمی نیز ساده‌تر شده‌است.
دزدی به معنای در اختیار گرفتن غیرقانونی اموال دیگران جهت استفاده شخصی و بدون کسب اجازه از مالک اصلی آنها است. دستبرد علمی شباهت‌هایی به سرقت دارد و راه‌کارهای مقابله با آن نیز تا حدود زیادی مشابه‌است. برای مقابله با سرقت راهکارها به سه دسته تقسیم می‌شوند:
1. اندرزهای اخلاقی، که طی آن عواقب و مشکلاتی که این عمل برای خود فرد و جامعه به بار می‌آورد، به تمامی آحاد جامعه تذکر داده می‌شود.
2. از بین بردن انگیزه‌ها، فقر و نیاز به چیزی که تهیه شرافتمندانه آن در توان شخص نیست انگیزه‌ای برای سرقت است. اگر این نیاز در جامعه کم شود سرقت نیز کمتر رخ خواهد داد.
3. راهکارهای امنیتی، راه‌کارهای اول و دوم تأثیر زیادی در کم کردن میزان سرقت دارند ولی هرگز آن را به صفر نمی‌رسانند. همواره و در همه جوامع کسانی وجود دارند که قانون‌شکنی می‌کنند و این وظیفه سیستم‌های امنیتی است که با آنها مقابله کنند. قفل‌های ضدسرقت برای جلوگیری و نیروی پلیس کارآزموده برای پی‌گیری نمونه‌هایی از سیستم‌های امنیتی مقابله با سرقت هستند.

در دستبردهای علمی در مورد اول بسیار کار شده‌است و اکثریت جامعه علمی می‌دانند که برای آن کس که خود را در زمره اهل دانش می‌شمارد بسیار ناپسند است که اقدام به سرقت نماید و آبروی خود و جامعه علمی را به مخاطره اندازد. در مورد دوم متأسفانه هنوز راه زیادی تا رسیدن به نقطه مطلوب وجود دارد. همه می‌دانند دانشگاهی موفق کسی است که یا خوب ترویج علم می‌کند یا خوب تولید علم. شاخص ترویج علم رضایت دانشجویان و انتشار کتاب‌های مفید به صورت تألیف یا ترجمه برای آنان است. شاخص تولید علم نوشتن مقاله‌هایی است که بعد از چاپ –دست کم به طور بالقوه- بتوانند در عمل به کار گرفته شوند و مشکلی از مشکلات بشریت را حل نمایند یا پایه و مرجعی برای مقالات بعدی شوند. متأسفانه بنا به تعریفی غلط ولی متداول دانشگاهی موفق کسی است که تعداد بیشتری مقاله یا کتاب تألیفی به چاپ رسانده‌است. از این رو دانشگاهیان اندکی که به دنبال راه‌های میان‌بر برای پیشرفت می‌گردند بعضاً جذب روش‌هایی چون چاپ مقاله به هر روش ممکن یا ترجمه کتاب و چاپ آن به عنوان تألیف، می‌شوند؛ بنابراین در بسیاری کشورها انگیزه‌های زیادی برای سرقت علمی وجود دارد. راهکار سوم یعنی روش‌های امنیتی برای جلوگیری از دستبردهای علمی با روش‌های بازیابی اطلاعات قابل انجام است.
به نظر می‌رسد که تلاش‌های اخیر برای مقابله با دستبردهای علمی به بار نشسته‌اند. یکی از آنها نرم‌افزاری است به نام ای‌تی بلاست که قادر به شناسایی و کشف مقالات مشابه‌است. یکی از دست‌آوردهای به‌کارگیری این نرم‌افزار برای ایجاد یک پایگاه داده از مقالات پزشکی است. از میان هجده میلیون رکورد موجود ۷۵۰۰۰ مقاله دارای شباهت به همدیگر به نظر رسیده‌اند و در میان آنها ۱۸۱ مقاله به عنوان دستبرد علمی شناخته شده‌اند و بیست و دو نفر سارق سابقه‌دار علمی از ده کشور که هر کدام بیش از یک بار -بین دو تا ده بار- دست به این عمل زده‌اند نیز شناسایی شده‌اند. این پایگاه دژاوو نامیده شده‌است. از آنجا که مقالات پزشکی به صورت متمرکز در سیستم مدلاین آرشیو می‌شوند انجام چنین پژوهشی آسان بوده‌است در حالی که مشخص نیست که اگر این امر در مورد رشته‌های مهندسی یا علوم انسانی صورت پذیرد چه نتیجه‌ای حاصل خواهد شد. 

## تشخیص سرقت علمی به زبان فارسی
در حال حاضر، چند سامانه برای تشخیص مشابهت متون به زبان فارسی فعالیت می‌کنند. این سامانه‌ها شامل سامانه مشابهت‌یاب سمیم نور، سامانه همتاجو و سامانه مشابهت‌یاب پایان نامه همانندجو می‌باشند.
سامانه سمیم نور: سمیم نور نخستین سامانه‌ای است که به مشابه‌یابی متون به زبان فارسی پرداخت. این سامانه، مقاله‌های ارسالی کاربران را با انبوه مقالات و کتاب‌هایی که در حوزۀ علوم انسانی و اسلامی دارد مقایسه می‌کند. در واقع این سامانه، با استفاده از داده‌های نورمگز و نورلایب به مشابه‌یابی می‌پردازد. این سامانه برای بررسی مشابهت مقالات ارسالی کاربران با مقالات حوزۀ علوم اسلامی و انسانی مناسب است و برای حوزۀ فنی منابع پشتیبان مناسبی ندارد. 
سامانه مشابهت‌یاب همتاجو: همتاجو از دیگر سامانه‌های توسعه داده شده به منظور تشخیص سرقت علمی در مقالات به زبان فارسی است. این سامانه توسط پژوهشکده فناوری اطلاعات و ارتباطات جهاد دانشگاهی توسعه داده شده و حوزه‌های مختلف علمی از جمله مهندسی، پزشکی و علوم انسانی را پوشش داده و با دقت و سرعت مناسب فرآیند تشخیص سرقت علمی در مقالات را با کمک الگوریتم‌های هوش مصنوعی انجام میدهد.
سامانه همانندجو: برای بررسی پایان‌نامه‌ها، می‌توان از سامانه همانندجوی پژوهشگاه علوم و فنون اطلاعات ایران (ایرانداک) استفاده کرد. البته استفاده از این سامانه، فعلاً محدود به دانشگاه‌ها و اساتید است و مشابه‌یابی با تعدادی از پایان‌نامه‌های این پژوهشگاه که دارای فایل تمام‌متن ورد هستند، انجام می‌شود. سامانه‌های دیگری هم در این حوزه معرفی شده‌اند که در حال حاضر، فعالیت قابل رؤیتی ندارد.
برای مثال یک دانشجوی جوان ریاضی کسی بود که [[سرقت ادبی]] سردبیر و مدیر مسیول مجله دانشمند را تشخیص داد و رسانه ای کرد.